# Алжир на Сурдлимпийских играх
Алжир участвует в летних Сурдлимпийских играх с Игр 1993 года (не участвовали в Играх 2005, 2009 годов), в зимних Сурдлимпийских играх до настоящего времени не участвовали.

## Медальный зачёт

### Медали летних Сурдлимпийских игр
| Год  | Золото | Серебро | Бронза | Всего |
| 2022 | 1      | 1       | 3      | 5     |